# 闵行文化公园
闵行文化公园，是上海市闵行区七宝镇一处大型的城市公园，规划范围北至航南路、南至漕宝路、东至上海外环高速公路、西至新镇路，功能定位为“生态为主、文化为魂、与七宝生态商务区相呼应”，规划面积84.84公顷，其中绿化种植面积12万平方米。目前开放的是一期、二期、三期工程中的美术馆及四期工程中的足球场（五星足球公园）部分。
2024年3月1日至3月31日，闵行文化公园部分区域开放时间由5时至21时延长为5时至24时。4月1日起，闵行文化公园24小时开放。不過公園內的环湖区域開放時間為每天5时至21时，其余时段设有围栏封闭。闵行区政府方面将延长开放时间称为所谓的“全过程人民民主”成果。

## 一期工程
一期位于吴中路2019号，占地面积约300亩，有六个景观区域，包括庭院景观区、休闲大草坪、秋果园、玉兰园、香樟林和湿地景观区。该部分于2013年3月21日开放。

## 二期工程

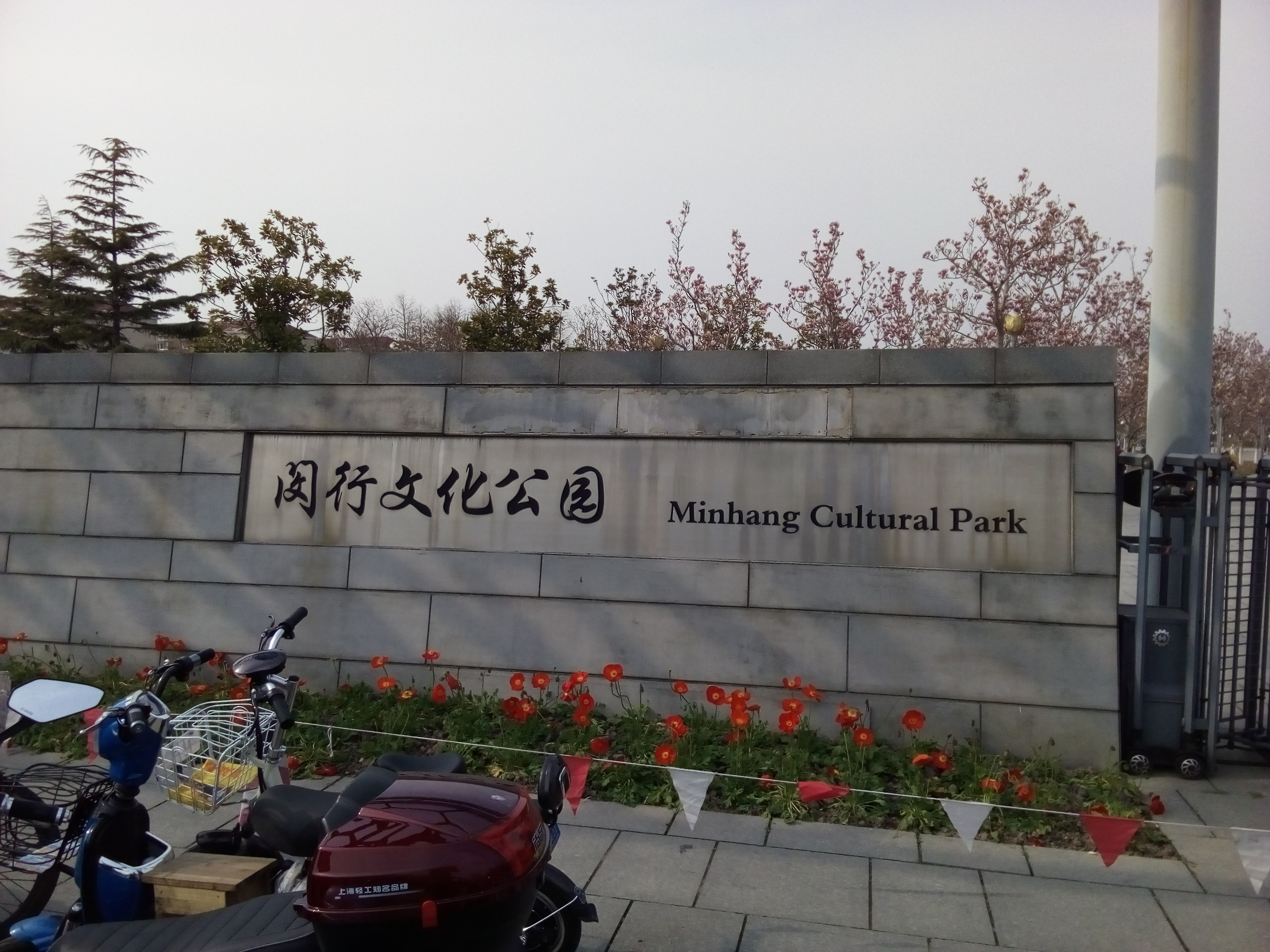
二期大门

二期位于漕宝路北侧、一期南侧，以打造“玉兰春景”为特色，原有的蒲汇塘规划为香蒲、睡莲和荷花种植区。另设老年健身区、观景台地园。此外，漕宝路七号桥因位于漕宝路边，据规划图也属于二期工程改造对象。该部分于2014年3月22日开放。

## 三期工程
三期工程位于一二期工程西侧，新镇路东侧，目前尚未完工，规划建设两座美术场馆。其中，上海宝龙美术馆已经于2017年11月正式开馆，而闵行博物馆于2012年开建，2019年1月对外开放。

## 四期工程
四期工程为公园在吴中路以北部分，有五星足球公园。该公园部分由仲益公司以PPP模式建设，和SMG五星体育中的周播节目《五星足球公园》进行合作。

## 地图
图中绿色部分均为闵行文化公园。